# Mr Gwyn
Mr Gwyn è un romanzo di Alessandro Baricco edito da Feltrinelli nel 2011, secondo della tetralogia I Corpi.

## Trama
Jasper Gwyn è uno scrittore di successo nazionale ed internazionale. Decide all'età di 43 anni di smettere di scrivere. Si troverà a dover escogitare un modo per poter continuare a vivere di scrittura tenendo sempre fede alla promessa fatta di smettere coi libri. Decide così di diventare un copista, cioè farà ritratti di persone attraverso le parole, senza dipingere.

## Edizioni
- Alessandro Baricco, Mr Gwyn, I Narratori, Feltrinelli, 2011,  pp. 160, ISBN 978-88-07-01862-6.